# Teracotona debilis
Teracotona debilis là một loài bướm đêm thuộc phân họ Arctiinae, họ Erebidae.